# 氧化高银
氧化高银（实验式：AgO），确切讲应称为氧化银（I,III）（英語：Silver(I,III) oxide，AgIAgIIIO2）或四氧化四银（Ag4O4），是黑色或灰色不溶性固体:602。它由过二硫酸钾在沸腾的碱性溶液中氧化硝酸银或用臭氧氧化金属银制得:602。
注：氧化高银的化学式不能写成Ag2O2，因为Ag2O2的化学名称应为“过氧化银”，其中含有Ag(I)和过氧根离子，两个氧原子以单键连接。

## 结构
尽管AgO中银的平均氧化态为+2，而且一系列证据似乎表明银的确为+2氧化态——AgO溶于酸产生银(II)，且它与CuO同晶型:602，但理论计算表明氧化银(I,III)比氧化银(II)稳定，这可能与银的第二电离能比铜大有关。另外，+2氧化态也无法解释它及其碱性溶液的反磁性:602。中子衍射结果也表明它的结构式应为AgIAgIIIO2:1181或者 Ag2O·Ag2O3。